# Llista de cràters de (21) Lutècia
En aquest article només es mostra els noms oficials aprovats per la Unió Astronòmica Internacional (UAI).
Aquesta és una llista de cràters amb nom de (21) Lutetia, un asteroide del cinturó principal descobert el 15 de novembre de 1852 per l'astrònom Hermann Mayer Salomon Goldschmidt (1802-1866). Tots els cràters han estat identificats durant la missió de la sonda espacial Rosetta, l'única que ha arribat fins ara a (21) Lutetia.
El 2019, els 19 cràters amb nom de Lutetia representaven el 0,38% dels 5475 cràters amb nom del Sistema Solar. Altres cossos amb cràters amb nom són Amaltea (2), Ariel (17), Cal·listo (142), Caront (6), Ceres (115), Dàctil (2), Deimos (2), Dione (73), Encèlad (53), Epimeteu (2), Eros (37), Europa (41), Febe (24), Fobos (17), Ganímedes (132), Gaspra (31), Hiperió (4), Ida (21), Itokawa (10), Janus (4), Japet (58), Lluna (1624), Mart (1124), Mathilde (23), Mercuri (402), Mimas (35), Miranda (7), Oberó (9), Plutó (5), Proteu (1), Puck (3), Rea (128), Šteins (23), Tebe (1), Terra (190), Tetis (50), Tità (11), Titània (15), Tritó (9), Umbriel (13), Venus (900), i Vesta (90).

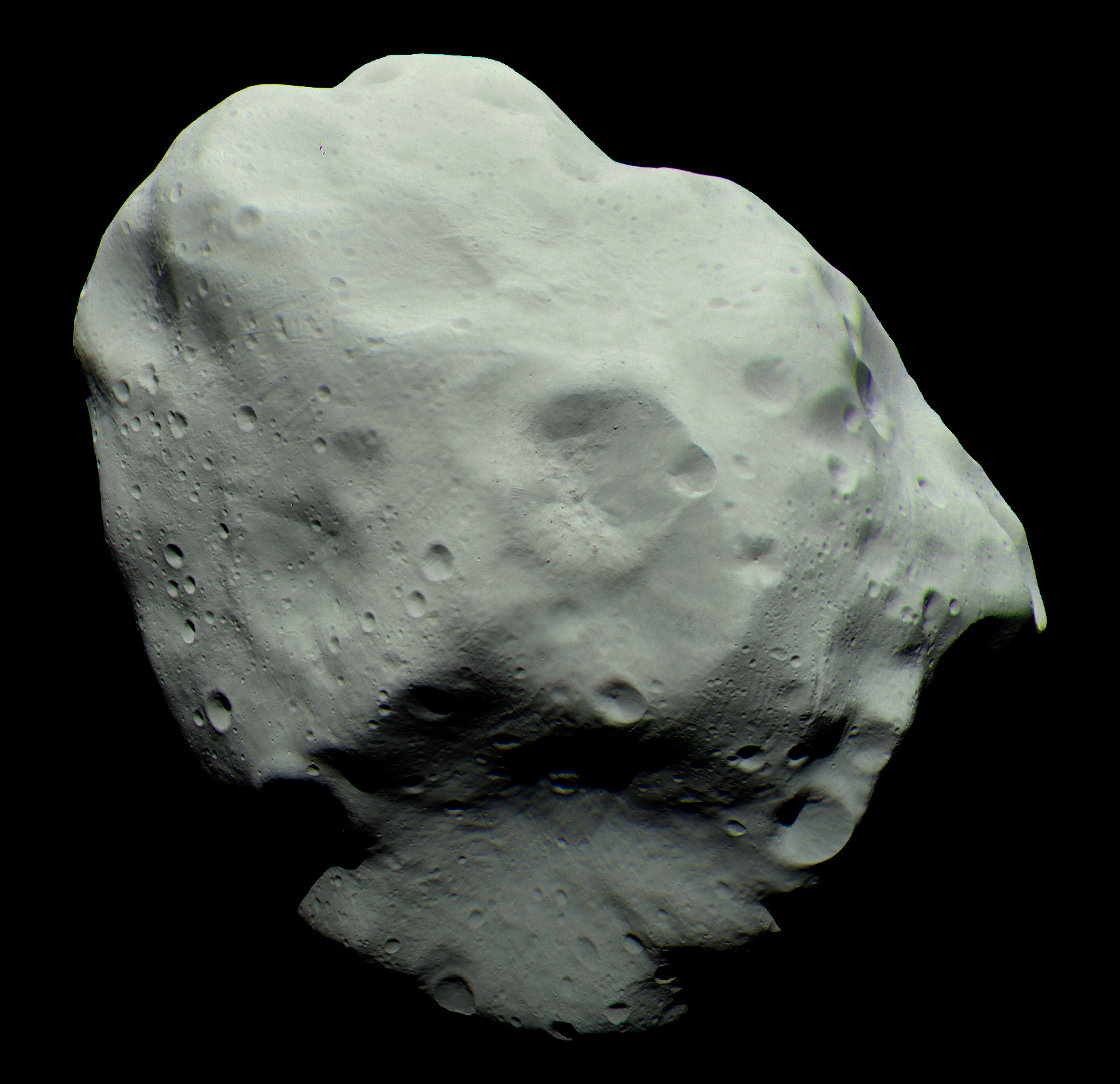
Imatge de (21) Lutetia

## Llista
Els cràters de (21) Lutetia porten el nom de ciutats de l'Imperi Romà o de regions properes a ell.
| Cràter    | Coordenades                | Diàmetre (km) | Epònim | Ref.  |
| --------- | -------------------------- | ------------- | --- | ----- |
| Bagacum   | 46° N, 49° E / 46°N,49°E   | 3,70          | Bagacum - Antiga ciutat romana, actualment Bavay (França).                                                                           | WGPSN |
| Basilia   | 73° N, 184° E / 73°N,184°E | 3,50          | Basilia - Antiga ciutat romana, actualment Basilea (Suïssa).                                                                         | WGPSN |
| Bonna     | 62° N, 67° E / 62°N,67°E   | 6,00          | Bonna - Antiga ciutat romana, actualment Bonn (Alemanya).                                                                            | WGPSN |
| Burdigala | 52° N, 211° E / 52°N,211°E | 10,00         | Burdígala - Antiga ciutat romana, actualment Bordeus (França).                                                                       | WGPSN |
| Florentia | 23° N, 137° E / 23°N,137°E | 10,90         | Florentia - Antiga ciutat romana, actualment Florència (Itàlia)                                                                      | WGPSN |
| Gaudiaco  | 58° N, 5° E / 58°N,5°E     | 6,70          | Gaudiaco - Antiga ciutat romana, actualment Joué-lès-Tours (França).                                                                 | WGPSN |
| Genua     | 11° N, 117° E / 11°N,117°E | 1,80          | Genua - Antiga ciutat romana, actualment Gènova (Itàlia).                                                                            | WGPSN |
| Gerunda   | 78° N, 68° E / 78°N,68°E   | 4,70          | Gerunda - Antiga ciutat romana, actualment Girona (Catalunya).                                                                       | WGPSN |
| Lauriacum | 37° N, 0° E / 37°N,0°E     | 1,50          | Lauríacum - Antiga ciutat romana, actualment Enns (Àustria). Aquest cràter s'utilitza per definir el primer meridià de (21) Lutetia. | WGPSN |
| Lugdunum  | 10° N, 219° E / 10°N,219°E | 17,00         | Lugdúnum - Antiga ciutat romana, actualment Lió (França).                                                                            | WGPSN |
| Massilia  | 41° N, 96° E / 41°N,96°E   | 61,00         | Massilia - Antiga ciutat romana, actualment Marsella (França).                                                                       | WGPSN |
| Nicaea    | 43° N, 181° E / 43°N,181°E | 21,00         | Nicaea - Antiga ciutat romana, actualment Niça (França).                                                                             | WGPSN |
| Patavium  | 31° N, 52° E / 31°N,52°E   | 9,30          | Patavium - Antiga ciutat romana, actualment Pàdua (Itàlia).                                                                          | WGPSN |
| Roma      | 13° N, 243° E / 13°N,243°E | 19,00         | Roma - Antiga ciutat romana, actualment Roma (Itàlia).                                                                               | WGPSN |
| Salomacus | 11° N, 109° E / 11°N,109°E | 7,00          | Salomacus - Antiga ciutat romana, actualment Salas (França).                                                                         | WGPSN |
| Salona    | 32° N, 37° E / 32°N,37°E   | 7,10          | Salona - Antiga ciutat romana, actualment Solin (Croàcia).                                                                           | WGPSN |
| Syracusae | 39° N, 328° E / 39°N,328°E | 7,00          | Syracusae - Antiga ciutat romana, actualment Siracusa (Itàlia).                                                                      | WGPSN |
| Toletum   | 87° N, 161° E / 87°N,161°E | 6,00          | Toletum - Antiga ciutat romana, actualment Toledo (Espanya).                                                                         | WGPSN |
| Turicum   | 20° N, 158° E / 20°N,158°E | 3,80          | Turicum - Antiga ciutat romana, actualment Zúric (Suïssa).                                                                           | WGPSN |